# Velvet (cantora)
Jenny Marielle Pettersson (nascida em 5 de Novembro de 1975 em Helsingborg, Suécia), conhecida profissionalmente como Velvet, é uma cantora de música pop e eurodance sueca. Lançou dois álbuns desde sua estréia na indústria musical em 2005, Finally e The Queen. Os oito singles desses álbuns obtiveram sucesso, entrando nas paradas musicais da Suécia, Finlândia, Portugal, Rússia, Romênia e nos Estados Unidos da América.